# Östlicher Teutoburger Wald (LP BI-West)

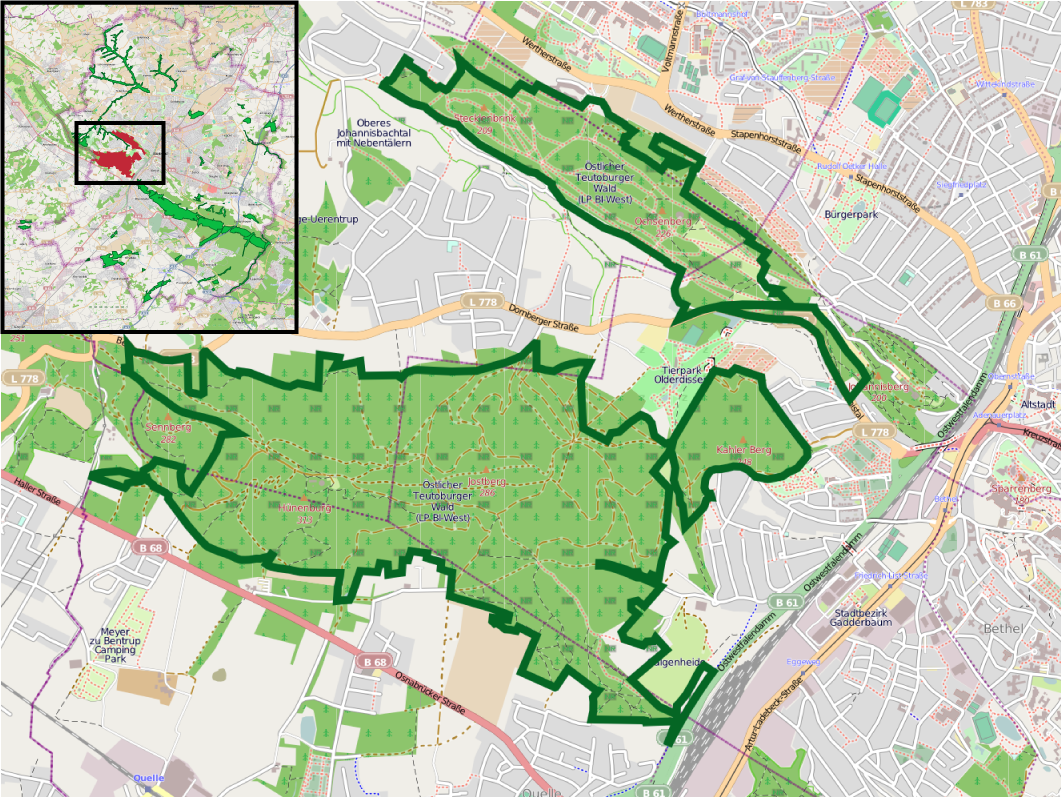
NSG Östlicher Teutoburger Wald (LP Bielefeld-West)

Das Naturschutzgebiet Östlicher Teutoburger Wald (LP BI-West)‎ ist das zweitgrößte Naturschutzgebiet auf dem Stadtgebiet von Bielefeld in Nordrhein-Westfalen. Das aus vier Teilflächen bestehende Gebiet erstreckt sich westlich der Kernstadt Bielefeld und gehört zu den Stadtbezirken Brackwede, Gadderbaum, Dornberg und Schildesche. Durch das Gebiet hindurch verläuft die Landesstraße L 778, am östlichen Rand verläuft die B 61, nordöstlich die L 785 und südwestlich die L 756.

## Bedeutung
Für Bielefeld ist seit 1963 ein etwa 403 ha großes Gebiet unter der Kenn-Nummer BI-001 als Naturschutzgebiet ausgewiesen.